# Gottschalk von Hagenau

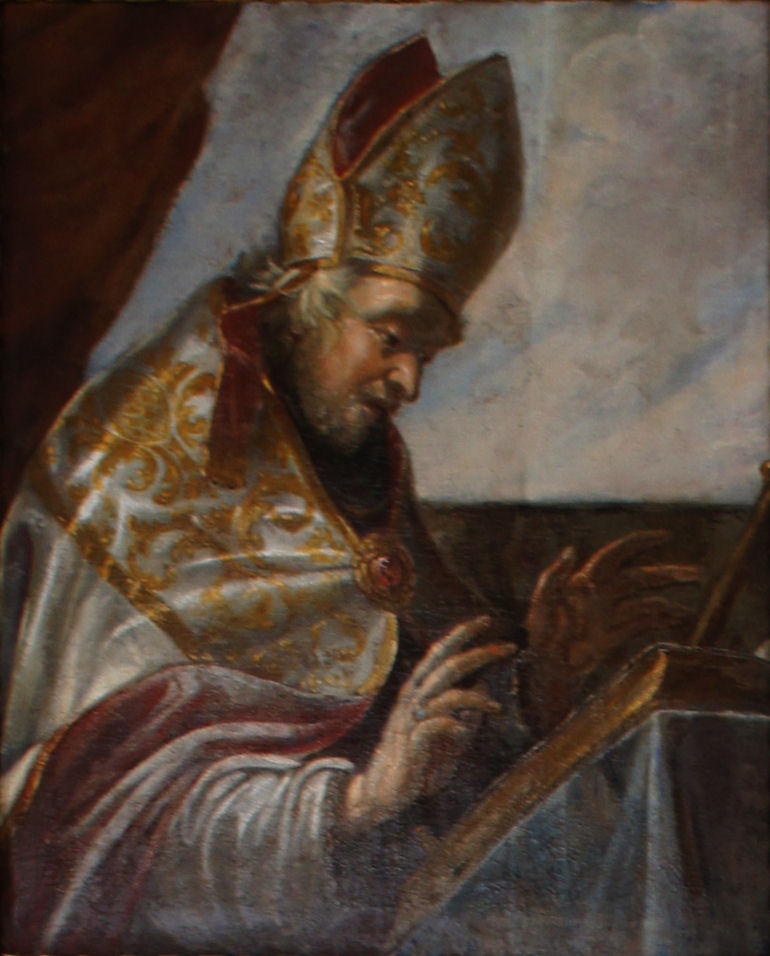
Gottschalk von Hagenau auf einem Gemälde im Fürstengang Freising

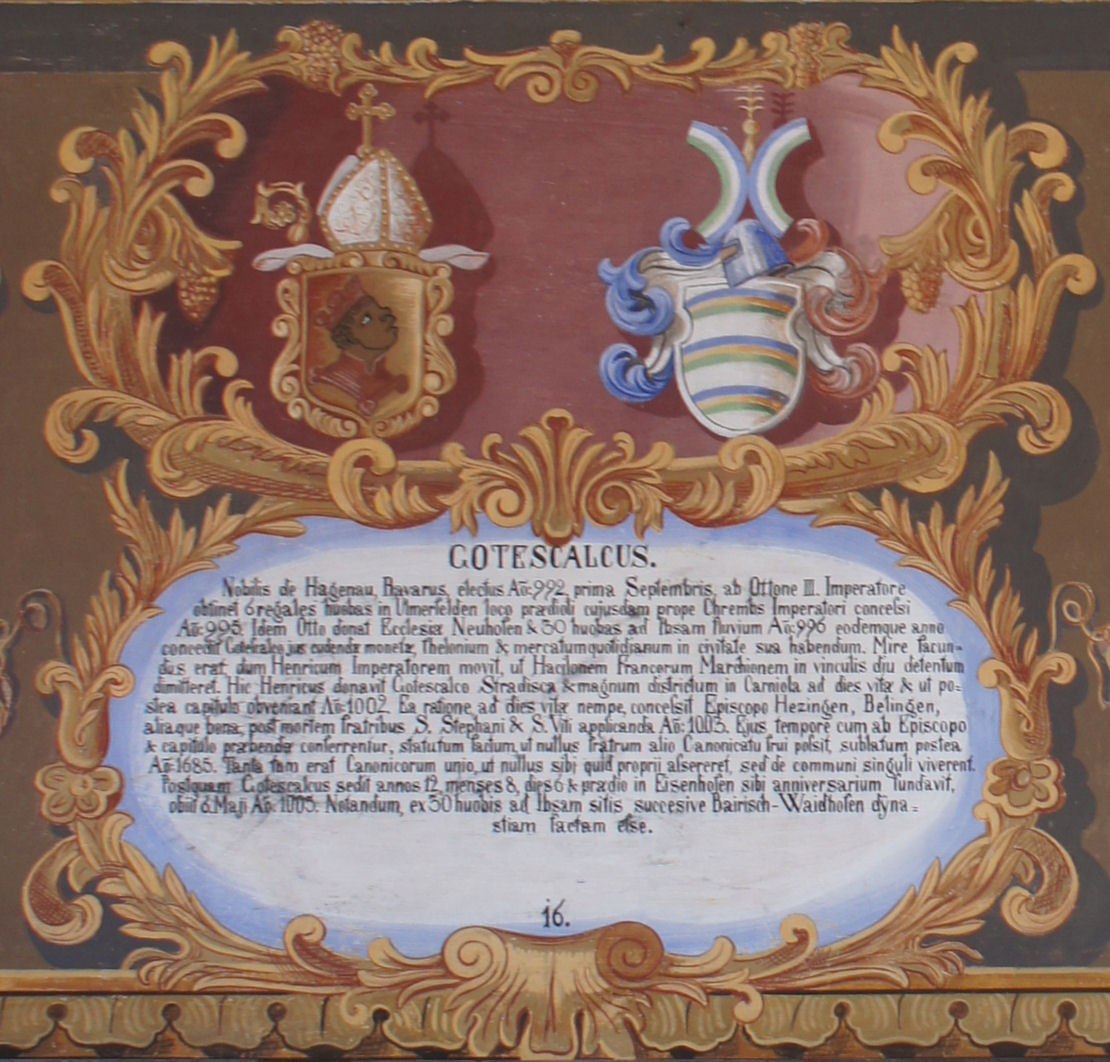
Wappentafel von Gottschalk von Hagenau (mit Phantasiewappen) im Fürstengang Freising

Gottschalk von Hagenau (auch Gottschalk von Freising; † 6. Mai 1005) aus dem Geschlecht der Herren von Hagenau war von 994 bis 1005 Bischof von Freising.
Er wird als der früheste urkundlich genannte Hagenauer angeführt, wobei die Zugehörigkeit zur Sippschaft der Hagenauer (nach Karl Meichelbeck) gesichert ist. Gottschalk von Hagenau wurde zusammen mit den späteren Bischöfen Albuin von Brixen, Godehard von Hildesheim und Dietrich II. von Minden im Kloster Niederaltaich erzogen. Besonders bemerkenswert ist dies auch deswegen, weil außer Gottschalk von Freising alle genannten durch Heinrich II. investiert wurden.
Die erste Urkunde gibt es verhältnismäßig spät, nämlich 994, als der Freisinger Bischof Gottschalk von dem Edlen Gerolt Liegenschaften zu Notzing gegen andere zu Biberbach tauschte.
996 wird Gottschalk im Zusammenhang mit der ältesten erhaltenen Erwähnung Österreichs als Ostarrichi in einer Urkunde genannt, die eine Schenkung Kaiser Otto III. an den Bischof von Freising bezeugt.
Gottschalk war ein Förderer der Kunst. Seine enorme Bestellung von 200 bunten Glasfenstern beim Abt Beringer (1003–1013) aus dem Kloster Tegernsee war außergewöhnlich. Von allen diesen Glasschöpfungen sind bis heute fünf erhalten geblieben. Sie befinden sich im Dom zu Augsburg. Neben der Glasmalerei begann man in Tegernsee auch mit der Erzgießerei. Ein von Bischof Gottschalk gesandter Mönch namens Udalrik aus Freising goss die erste große Glocke für das Münster dort.
Engere Kontakte Gottschalks sind zu dem Bayern-Herzog Heinrich, dem späteren Kaiser, bezeugt. Bischof Gottschalk nahm am ersten Italienfeldzug Ottos III. und an dessen Kaiserkrönung in Rom teil.
Am 22. und 28. Mai 996 gewährte Otto III. auf Rat und Zustimmung des Papstes Gregor V. dem Bischof von Freising und dem Erzbischof von Salzburg Marktprivilegien; In diesen wurde dem Domort ein täglicher Markt mit Münzrecht und königlichem Geleitschutz für die Marktkaufleute gewährt.
Am 25. Mai 996 führten Gottschalk von Hagenau und der Salzburger Erzbischof den gemeinsamen Vorsitz auf der Krönungssynode Ottos III. Gottschalk von Hagenau unterzeichnete dabei eine Papsturkunde für das Frauenstift Vilich.
Als am 6. Mai 1005 Bischof Gottschalk von Freising starb, präsentierte Heinrich II. sofort seinen Kanzler Egilbert von Moosburg als dessen Nachfolger, nicht ohne Widerstand in Freising.